# 山口絵理子
山口 絵理子（やまぐち えりこ、1981年8月21日 - ）は、日本の実業家、デザイナー。埼玉県さいたま市出身。株式会社マザーハウス代表取締役兼チーフデザイナー。

## 経歴
1981年、埼玉県生まれ。小学校時代はいじめに遭い不登校となる。中学時代は、その反動で非行に走るが、柔道に出会い更生した。埼玉県立大宮工業高等学校時代は「男子柔道部」に唯一の女子部員として所属し、全日本ジュニアオリンピック第7位にまで上り詰める。高校卒業後、慶應義塾大学総合政策学部にAO入学。大学4年の時、米州開発銀行でのインターンを経験。
インターネットで「アジア　最貧国」のキーワードで検索してバングラデシュに興味を抱く。実際にバングラデシュのダッカを訪問し、貧困や汚職といった現状を目の当たりにする。BRAC大学大学院開発学部修士課程に入学。在学中、三井物産の事務所にてインターンを経験。2006年に「途上国から世界に通用するブランドをつくる」を理念とした、株式会社マザーハウスを設立、代表取締役社長に就任。
2019年8月21日、マザーハウスから天然素材の可能性を追求する新ブランド「E.（イードット）」がデビュー、1号店は藤森照信が設計。
2019年10月現在、バングラデシュ、ネパール、インドネシア、スリランカ、インド、ミャンマーにて、自社工場・提携工房にてモノづくりを行い、日本国内39店舗、台湾、香港、シンガポールの直営店にてバッグ、ジュエリー、アパレル、フードの販売を行っている。
代表として経営を担う一方、「MOTHERHOUSE」、「Jewelry MOTHERHOUSE」、「E. (イードット）」の3ブランドにおけるデザイナーとして、ほぼ全てのプロダクトデザインを行っている。
「フジサンケイ女性起業家支援プロジェクト2006」最優秀賞受賞。「Young Global Leaders 2008」選出。シュワブ財団「Social Entrepreneur of the Year in Japan 2011」日本代表受賞。「Harvard Business School Club of Japan Entrepreneur of the Year 2012」。WWDジャパン「NEXT LEADERS 2020」。「令和二年度 第16回 さいたま輝き荻野吟子賞」。「EYアントレプレナー・オブ・ザ・イヤー 2022 ジャパン」などを受賞。
2012年、国際社会で顕著な活動を行い世界で『日本』の発信に貢献したとして、内閣府から「世界で活躍し『日本』を発信する日本人」の一人に選ばれた。

## 経営者として
政府による開発援助のあり方に疑問を感じ、アジアの最貧国バングラデシュのダッカでジュートを材料にしたカバンの工場を設立、日本で販売を始める。

## ソーシャルアクション
バングラデシュで学校に行くことができない子どもたちにスクールバッグを提供する事業を企画。2007年11月に発生した大規模なサイクロンにより、被害を受けたバングラデシュに毛布・鍋を被災地の人々に配布。
日本において流行している「社会起業家」という肩書が付けられ、とまどいを感じると語っている。

## 著書
- 山口絵理子『裸でも生きる ~25歳女性起業家の号泣戦記』講談社〈講談社+α文庫〉、2015年9月18日。ISBN 978-4062816168。 NCID BA83259819。
- 山口絵理子『裸でも生きる2 Keep Walking私は歩き続ける』講談社〈講談社+α文庫〉、2015年11月20日。ISBN 978-4062816335。 NCID BB00074471。
- 山口絵理子『自分思考』講談社〈講談社+α文庫〉、2016年5月20日。ISBN 978-4062816540。 NCID BB07001523。
- 山口絵理子、五十嵐隆裕 撮影、工藤理恵子 構成『バッグの向こう側 : バングラデシュマザーハウス工場の職人たち』マザーハウス、2012年9月1日。 NCID BB16529490。
- 山口絵理子『裸でも生きる3 輝ける場所を探して ダッカからジョグジャ、そしてコロンボへ』講談社、2016年12月7日。ISBN 978-4062203616。 NCID BB22832609。
- 山口絵理子『Third Way 第3の道のつくり方』ディスカヴァー・トゥエンティワン〈ハフポストブックス〉、2019年8月13日。ISBN 978-4799325421。 NCID BB28823112。

## 出演

### テレビ
- 情熱大陸（毎日放送、2008年3月16日）
- グラン・ジュテ 私が跳んだ日（NHK教育テレビ・NHK BS2、2009年10月3日）[4]
- 日経スペシャル カンブリア宮殿（テレビ東京）
  - 途上国から世界に誇れるブランドを！ 女性起業家が挑む新たなビジネス（2017年9月14日）- マザーハウス社長兼デザイナー 山口絵理子出演[5]。
  - コロナでも大躍進 途上国の雇用守るマザーハウス（2020年11月5日）- マザーハウス社長 山口絵理子出演[6]。
- 先人たちの底力 知恵泉（NHK教育テレビ、2019年5月28日・2019年6月4日）
- NHKスペシャル 令和未来会議 危機をどう乗り越えるか？ コロナ時代の”仕事論”（NHK、2020年6月6日）
- セブンルール（関西テレビ・フジテレビ系 全国ネット、2023年3月7日）[7]